# Adelaide Raiders
L'Adelaide Raiders, conosciuto anche come Adelaide Croatia, è una squadra di calcio con sede ad Adelaide, in Australia. Milita nella NPL SA, la massima serie semiprofessionistica dell'Australia Meridionale.

## Storia
L'Adelaide Raiders fu fondata nel 1952 da un gruppo di emigrati croati con il nome di Adelaide Croatia Soccer Club e si affiliò alla SASFA.
Nel 1954 Branko Filipi divenne presidente della squadra e mantenne tale carica per 14 anni, la più lunga presidenza fino a oggi.
Nel 1958 l'Adelaide Croatia fu promosso in seconda divisione e nel 1959 vinse tale divisione, guadagnandosi un posto nella prima divisione per la prima volta.
Nel 1960 il club si trasferì nella nuova sede di Hanson Reserve, che rimase la sede della squadra fino al 2000, quando si trasferì nel complesso sportivo di Gepps Cross.
Il primo successo del club fu la vittoria dell'Ampol Cup, conquistata nel 1961 battendo per 4-0 il Cumberland, ma fu solo nel 1980 che il Croatia si aggiudicò il primo posto della prima divisione. Da allora il Croatia vinse il campionato in altre 4 occasioni: nel 1984, nel 1988, nel 1997 e nel 2002.

## Palmarès

### Competizioni statali
- South Australian State League 1: 1

2023